# 粗毛冬青
粗毛冬青（学名：Ilex strigillosa）是冬青科冬青属的植物，是中国的特有植物。分布于中国大陆的广东等地，多生于山地林中，目前已由人工引种栽培。